# Burgstall Grafenwöhr
Der Burgstall Grafenwöhr bezeichnet eine abgegangene mittelalterliche Höhenburg am Kalvarienberg der oberpfälzischen Stadt Grafenwöhr im Landkreis Neustadt an der Waldnaab. Die Anlage wird als Bodendenkmal unter der Aktennummer D-3-6237-0002 als „mittelalterlicher Burgstall“ geführt.

## Beschreibung
Der Burgstall nimmt den oberen Bereich des Kalvarienbergs ein. Er ist heute durch die Wallfahrtskirche der Maria-Hilf-Kirche (sog. Annabergkirche) überbaut. 

## Einzelnachweise

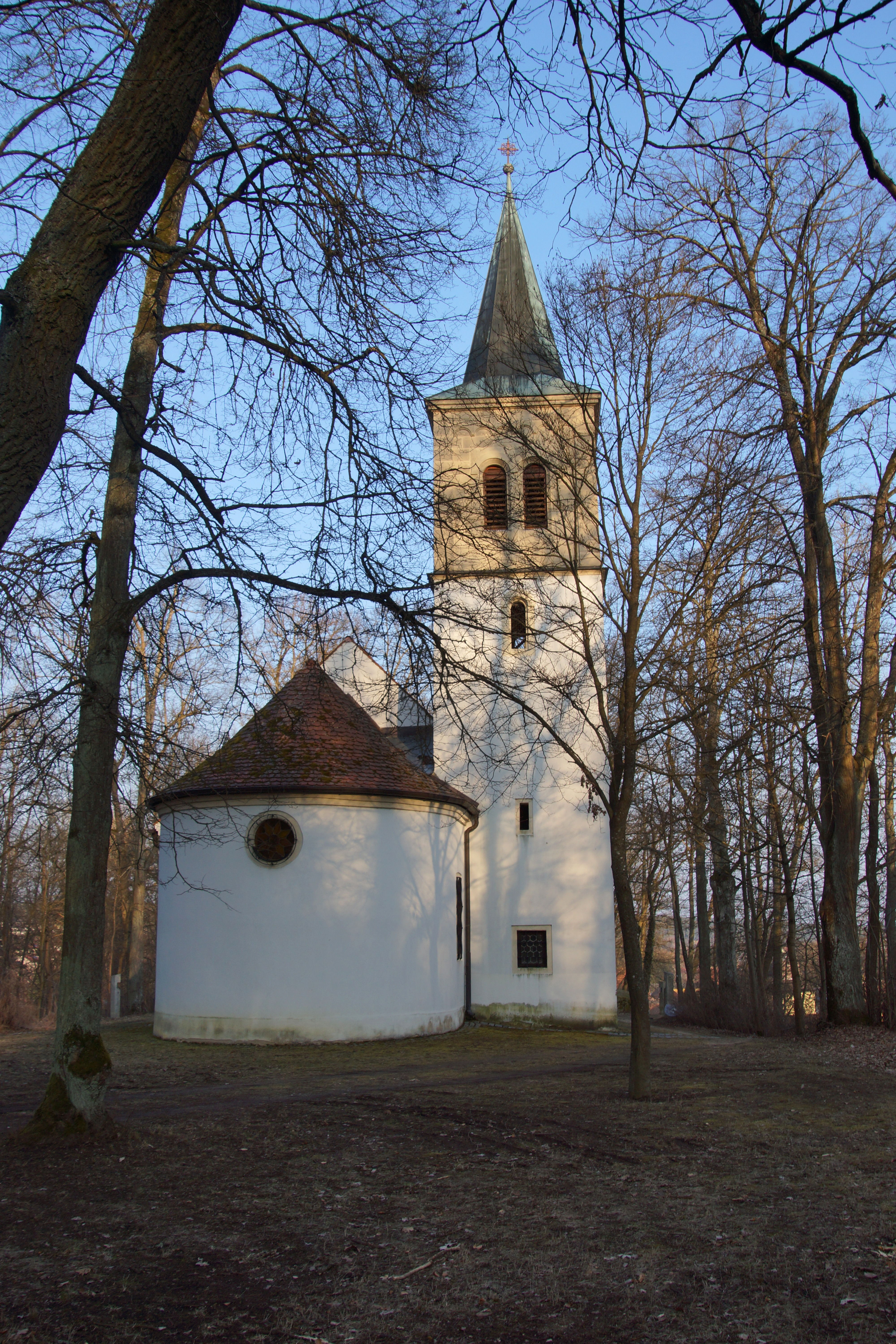
Maria-Hilf-Kirche von Grafenwöhr (2018)